# Georg Gerlach
Georg Daniel Gerlach (31. august 1797 i Egernførde – 7. marts 1865 i København) var en dansk officer. Han var søn af kaptajn Molter Christoph Gerlach af Slesvigske Jægerkorps og Anna Sabine Magdalena født Boehn. Han blev i 1827 gift med Caroline Marie Kromayer (1800-1846), der i ægteskabet fødte otte børn, hvoraf et døde som spæd.

## Militære karriere
Han blev indkaldt til militæret i december 1808 som landskadet, og udnævnt til sekondløjtnant i det holstenske infanteri i 1813. I 1822 blev han premierløjtnant og i 1830 stabskaptajn. I 1842 blev han udnævnt til major og i 1848 til oberstløjtnant. Han deltog i Treårskrigen 1849-50, hvor han udmærkede sig i slagene ved Fredericia og Isted.
I 1850 blev han udnævnt til oberst og chef for den 6. infanteribrigade. I 1851 kommandant i Angel. 1854 blev han chef for den 1. infanteribrigade i København. 1858 blev Gerlach medlem af den rådgivende komité under Krigsministeriet og i 1859 blev han udnævnt til generalinspektør for infanteriet.
Da krigen i 1864 brød ud fik han kommandoen over 1. division, der trængte preusserne tilbage ved Mysunde den 2. februar. Han støttede de Mezas beslutning om at rømme Dannevirkestillingen. Da de Meza blev afskediget som øverstkommanderende for hæren på grund af denne beslutning, blev Gerlach imod sin egen vilje beordret til at overtage kommandoen.
Han delte ikke krigsministeriets holdning til krigsførelse og havde flere sammenstød med ministeriet. Han var imod at forsvare Dybbøl-stillingen, men blev af ministeriet beordret til at holde skansen. Efter tabet af Dybbøl stillingen forberedte Gerlach sig på at føre forsvaret videre fra Fredericia, men han blev af krigsminister C.C. Lundbye beordret til at evakuere Fredericia. Gerlach forsøgte at få ændret beslutningen, men han blev frataget kommandoen, som i stedet gik til general P.F. Steinmann.
Han fik efter eget ønske derefter kommandoen over 1. division, som han beholdt kommandoen over krigen ud. I december 1864 blev han pensioneret, og året efter døde han i København.
Gerlach blev Ridder af Dannebrog 1836, Dannebrogsmand 1849, Kommandør 1853, og modtog Storkorset 1864. 
Han er begravet på Garnisons Kirkegård. Der findes en pennetegning af C.A. Hagen 1849 (Frederiksborgmuseet). Blyantstegning af Niels Simonsen 1850 (sammesteds). Maleri af Viggo Simesen 1897 (Museum Sønderjylland). Litografier og træsnit 1864.
I sin bog Slagtebænk Dybbøl giver Tom Buk-Swienty Gerlach skudsmålet "ingen stærk leder".
I forbindelse med mindehøjtidelighederne den 18. april 2014 gav efterkommere af Gerlach en journalist indsigt i dokumenter, der bl.a. viser, at Gerlach var en stærkere kritiker af regeringens politik end hidtil antaget; men af principielle årsager valgte han at efterkomme regeringens ordre om at holde Dybbølstillingen, selv om han fandt det fejlagtig ud fra en militær vurdering.